# Величка (Тырговиштская область)
Величка (болг. Величка) — село в Болгарии. Находится в Тырговиштской области, входит в общину Омуртаг. Население составляет 545 человек (2022).

## Политическая ситуация
В местном кметстве Величка, в состав которого входит Величка, должность кмета (старосты) исполняет Мустафа Реджеб Якуб (Движение за права и свободы (ДПС)) по результатам выборов.
Кмет (мэр) общины Омуртаг — Неждет Джевдет Шабан Движение за права и свободы (ДПС)) по результатам выборов.